# Gondwanateri (espècie)
|  | Per a altres significats, vegeu «Gondwanateris». |

El gondwanateri (Gondwanatherium patagonicum) és una espècie extinta de mamífer de la família dels sudamerícids que visqué durant el Cretaci superior en allò que avui en dia és l'Argentina. Fou descobert en la formació de Los Alamitos, a la província de Río Negro, a la Patagònia argentina. Tot i que és anterior a Sudamerica, el gondwanateri es considera anatòmicament més avançat. Per això, un llinatge ancestral sobrevisqué a descendents seus més especialitzats.